# Platon Antonovici
Platon Aleksandrovici Antonovici (în rusă Платон Александрович Антонович; n. 13 noiembrie 1811 – d. 8 decembrie 1883) a fost un general rus, primar al orașului Odesa și guvernator al Basarabiei între anii 1863 – 1867.

## Biografie
A studiat un an, la Universitatea din Harkov, apoi s-a transferat la Universitatea din Moscova, însă a terminat-o prematur în februarie 1833, sub acuzația de complicitate la o societate secretă. Antonovici a fost deportat în Caucaz, și la 21 februarie 1833 a fost înrolat ca soldat în regimentul Apșeron. Aici, datorită curajului dovedit în luptă cu caucazienii, a fost promovat până la rangul de subofițer (3 iulie 1837), și praporșcik (26 mai 1839). Ulterior, a primit în mod constant gradele de locotenent (10 mai 1840), căpitan (1 mai 1843), maior (29 august 1848), locotenent-colonel (1 ianuarie 1851) și colonel (30 octombrie 1855); din 25 aprilie 1855 a servit ca primar de Kerci.
La sfârșitul războiului Crimeii, Antonovici a fost implicat în afacerile Companiei ruse de comerț și navigație. În 1861, la 29 august a fost ridicat în rang de general-maior, ulterior a fost numit primar de Odesa, iar doi ani mai târziu (1863), guvernator al Basarabiei.
În 1868, a fost numit administrator al districtului școlar Kiev, post pe care l-a ocupat timp de aproximativ 12 ani; la 1 ianuarie 1870 a promovat la gradul de locotenent-general.
A fost decorat cu ordinele „Sfânta Ana” (grd. 2), „Sfântul Vladimir” (grd. 3), „Sfântul Stanislav” (grd. 1), „Vulturul Alb” și „Sfântul Aleksandr Nevski”.
Antonovici a fost un cetățean de onoare al orașelor Chișinău și Kremenciug.